# (6053) 1993 BW3
A (6053) 1993 BW3 egy földközeli kisbolygó. Robert H. McNaught fedezte fel 1993. január 30-án.